# Hidrogencarbonat d'amoni
L'hidrogencarbonat d'amoni és un compost inorgànic amb la fórmula (NH₄)HCO₃. Aquest compost té molts noms comuns com un reflex de la seva llarga història. És un sòlid incolor que es degrada ràpidament en diòxid de carboni i amoníac.

## Producció
El hidrogencarbonat d'amoni es produeix combinant diòxid de carboni i amoníac:
CO₂ + NH₃ + H₂O → (NH₄)HCO₃
És tèrmicament inestable i la seva solució s'ha de mantenir a baixa temperatura. L'any 1997 se'n van produir unes 100.000 tones.

## Usos
Es fa servir l'hidrogencarbonat d'amoni en la indústria alimentària com a llevat químic en productes de forneria. Comparat amb altres llevats químics té l'avantatge de produir més gas per la mateixa quantitat de producte.
A la Xina es fa servir de manera comuna com a fertilitzant nitrogenat molt econòmic. També es fa servir a tot el món per l'extinció de focs, en productes farmacèutics, tints i pigments. S'utilitza molt en la indústria dels plàstics, en la ceràmica i en l'adobat de pells, entre altres usos.

## Seguretat
L'hidrogencarbonat d'amoni és un irritant de la pell, ulls i sistema respiratori.